# Кейси, Джон
Джон Кейси (англ. John Casey) — ирландский математик. Наиболее известен по теореме Кейси в Евклидовой геометрии, обобщающей неравенство Птолемея. Джон Кейси и Эмиль Лемуан считаются основателями современной геометрии круга и треугольника.

## Биография
Кейси родился 12 мая 1820 года в Килбехени, Лимерик, Ирландия. В 9 лет он остался сиротой и его вырастили соседи. Образование он получил в Митчелстауне, затем стал учителем в совете национального образования.
В 1854 году Кейси стал директором  центральной типовой школы в Килкенни.
В 1858 году поступил в Тринити-Колледж в Дублине и в 1862 году получил степень бакалавра.
С 1862 по 1873 год Кейси был магистром математики в Кингстонской школе.
С 1862 по 1868 год Джон был редактором журнала «Вестник математики» (англ. Messenger of Mathematics).
С 1873 по 1881 год был профессором высшей математики и математической физики в католическом университете Ирландии.
C 1881 по 1891 год был лектором по математике в университетском колледже Дублина. Эту должность он занимал до своей смерти.

## Семья
В 1847 году Кейси женился на Кэтрин Райан. У них было четверо детей, два мальчика и две девочки.

## Смерть
Кейси умер от бронхита 3 января 1891 года в Дублине и был похоронен на кладбище Гласневина.

## Звания и награды
В 1866 году Кейси был избран членом Королевской ирландской академии и в течение четырёх лет занимал пост вице-президента.
В 1869 году Кейси был удостоен почетной степени доктора юридических наук Дублинского университета.
В 1874 году Кейси был избран членом Лондонского математического общества, затем в 1875 года был избран членом Королевского общества.
Затем Кейси был избран в Королевскую ирландскую академию и в 1880 году стал членом её совета.
В 1878 году Академия присудила ему золотую медаль Каннингема.
В 1884 году Кейси был избран членом математического общества Франции.
В 1885 году Джон получил почетную степень доктора юридических наук Королевского университета Ирландии.
Также Кейси был членом Уэльского союза и Общества по сохранению ирландского языка.

## Основные работы
Всего Кейси написал более 25 научных работ.
- 1880 год — О кубических преобразованиях
- 1882 год — Первые шесть книг Элементов Евклида, ссылка из Project Gutenberg
- 1885 год — Трактат об аналитической геометрии точек, линий, кругов и конических разделов, Второе издание, 1893, ссылки из интернет-архива
- 1886 год — Продолжение первых шести книг Евклида, 4-е издание, ссылка из интернет-архива
- 1886 год — Трактат об элементарной тригонометрии (Дублин)
- 1888 год — Трактат о плоской тригонометрии, содержащей отчет о гиперболических функциях
- 1889 год — Трактат о сферической геометрии, ссылка из интернет-архива